# Paratimiola rondoni
Paratimiola rondoni là một loài bọ cánh cứng trong họ Cerambycidae.